# Glen Ellyn
Glen Ellyn je velká vesnice v okrese DuPage County, v Illinois, USA. Podle sčítání lidu v roce 2010 měla 27 450 obyvatel.
Prvním osadníkem na území dnešní Glen Ellyn se stal v roce 1834 Deacon Winslow Churchill se svou rodinou, který přijel z New Yorku. Voják z britsko-americké války Moses Stacy, který se zde usadil v roce 1835, v roce 1846 na výhodném místě napůl cesty mezi Chicagem a údolím řeky Fox River, na očekávané zastávce dostavníků z Galeny do Rockfordu vybudoval hostinec Stacy's Tavern, dnes historickou památku.
Jádro osídlení se přesunulo na jih, když v roce 1849 proťala vesnici železnice. Nebyla zde však plánována žádná zastávka a Lewey Q. Newton se proto nabídl vybudovat na vlastní náklady nádražní budovu a vodní cisternu, aby toto rozhodnutí zvrátil. Byla nazvána Newton Station. O tři roky později nazval nový poštmistr vesnici Danby po svém rodišti ve Vermontu.
V roce 1889 vystavěli Thomas E. Hill a Philo Stacy přehradu na říčce poblíž vesnice, čímž vzniklo jezero Glen Ellyn. Jeho jméno obsahuje anglické slovo pro soutěsku ('glen'), v níž spočívá, a jméno Hillovy ženy, Ellen, ve velšském pravopise. Následující rok byly poblíž objeveny minerální prameny. Od roku 1891 je Glen Ellyn propagováno jako lázeňské středisko a název jezera se stal novým názvem vesnice.
Jak plyne z historie vesnice, vystřídala několik názvů, mezi něž patřily Babcock's Grove, DuPage Center, Stacy's Corners, Newton's Station, Danby, Prospect Park a nakonec Glen Ellyn.